# Djinga
Genre
Djinga est un genre de plantes à fleurs de la famille des Podostemaceae.

## Liste d'espèces
Selon Catalogue of Life (18 octobre 2017) :
- Djinga cheekii Ghogue, Huber & Rutish.
- Djinga felicis C. Cusset

Selon NCBI (18 octobre 2017) :
- Djinga felicis

Selon The Plant List (18 octobre 2017) :
- Djinga felicis C.Cusset

Selon Tropicos (18 octobre 2017) :
- Djinga felicis C. Cusset